# لانا عبد الرزاق
لانا رضا جمال عبد الرزاق (من مواليد 22 مايو 2005) هي لاعبة كرة قدم سعودية محترفة تلعب في خط الوسط لنادي الاتحاد والمنتخب السعودي للسيدات.

## مسيرتها الكروية
في سن الخامسة، بدأت لانا لعب كرة القدم في نادي البحر الأحمر لكرة القدم واستمرّت هناك حتى عام 2017. انضمت لاحقًا إلى نادي نسور جدة، حيث واصلت اللعب حتى استحوذ الاتحاد على الفريق. بعد الاستحواذ، احتفظ الاتحاد بِلانا كجزء من قائمة الفريق لموسم 2022–23. في 15 أكتوبر، ظهرت لأول مرة مع النادي وسجلت هدفها الأول في الدقيقة 45.
وفي أبريل 2023، جدّد الاتحاد عقد لانا لمدة موسمين إضافيين، إلى غاية عام 2025.
في أغسطس 2023، تم إرسال لانا إلى أكاديمية أي إم جي في الولايات المتحدة من قبل الاتحاد السعودي لكرة القدم ضمن مشروعهم للاستثمار في اللاعبات السعوديات وتمكين جيل من خلق إنجازات مستقبلية في الرياضة السعودية.

## مسيرتها الدولية

### كرة القدم
في فبراير 2022، تم استدعاء لانا ضمن أول قائمة المنتخب السعودي للسيدات للمشاركة في مباراتين وديتين ضد سيشيل وجزر المالديف. في 20 فبراير 2022 ظهرت للمرة الأولى مع المنتخب الوطني الأول. بدأت بشكل أساسي في المباراة الودية ضد سيشيل، والتي انتهت بالفوز 2–0. في 22 فبراير 2023 سجلت أول هدف دولي لها في المباراة الودية أمام إندونيسيا لتُعادل النتيجة في الدقيقة 85، وانتهت المباراة بالتعادل 1–1.

### كرة الصالات
تلعب لانا مع المنتخب الوطني الأول منذ عام 2021، عندما تم استدعاؤها للمشاركة في معسكر تدريبي في كرواتيا. كانت ضمن قائمة السعودية للمشاركة في بطولة اتحاد غرب آسيا لكرة الصالات للسيدات لأول مرة في عام 2022. وأنهت البطولة هدافة للسعودية بتسجيلها ثلاثة أهداف.

## الإحصائيات

### النادي
اعتبارا من 8 يناير 2024
| النادي  | الموسم  | الدوري                         | الدوري    | الدوري  | الكأس     | الكأس   | قاريا     | قاريا   | أخرى      | أخرى    | المجموع   | المجموع |
| النادي  | الموسم  | الدرجة                         | المشاركات | الأهداف | المشاركات | الأهداف | المشاركات | الأهداف | المشاركات | الأهداف | المشاركات | الأهداف |
| ------- | ------- | ------------------------------ | --------- | ------- | --------- | ------- | --------- | ------- | --------- | ------- | --------- | ------- |
| الاتحاد | 2022–23 | الدوري السعودي الممتاز للسيدات | 14        | 4       | -         | -       | —         | —       | —         | —       | 14        | 4       |
| الاتحاد | 2023–24 | الدوري السعودي الممتاز للسيدات | 5         | 0       | 2         | 0       | —         | —       | 3         | 0       | 10        | 0       |
| الاتحاد | المجموع | المجموع                        | 19        | 4       | 2         | 0       | —         | —       | 3         | 0       | 24        | 4       |
| المجموع | المجموع | المجموع                        | 19        | 4       | 2         | 0       | —         | —       | 3         | 0       | 24        | 4       |

### المنتخب
اعتبارا من 8 يونيو 2024
| المنتخب الوطني | السنة   | المشاركات | الأهداف |
| -------------- | ------- | --------- | ------- |
| السعودية       | 2022    | 4         | 0       |
| السعودية       | 2023    | 13        | 1       |
| السعودية       | 2024    | 1         | 0       |
| المجموع        | المجموع | 18        | 1       |

### الأهداف الدولية
أهداف ونتائج السعودية مُدرجة أولا، ويشير عمود الهدف إلى النتيجة بعد كل هدف سجلته لانا عبد الرزاق.
| #. | التاريخ        | المكان                                     | الخصم     | الهدف | النتيجة | المسابقة   |
| -- | -------------- | ------------------------------------------ | --------- | ----- | ------- | ---------- |
| 1. | 22 فبراير 2023 | استاد الأمير محمد بن فهد، الدمام، السعودية | إندونيسيا | 1–1   | 1–1     | ودية دولية |

## الإنجازات
السعودية
- البطولة الدولية الودية للسيدات: الخُبر 2023

السعودية لكرة الصالات
- بطولة اتحاد غرب آسيا لكرة الصالات للسيدات: الوصافة 2022